# Sean Vanaman
Sean Vanaman (nascido em 16 de junho de 1984) é um designer de jogos eletrônicos, escritor e podcaster irlando-americano. Ele foi o co-líder de projeto e escritor principal de The Walking Dead e Puzzle Agent 2. Ele também escreveu o terceiro episódio de Tales of Monkey Island, foi o designer de Wallace & Gromit's Grand Adventures e o escritor do terceiro episódio, Muzzled. Ele era um dos apresentadores regulares do podcast Idle Thumbs e é um dos co-fundadores da Campo Santo, a empresa que produziu Firewatch.